# Eurico Peixoto
Eurico Manuel Correia Peixoto dit Eurico Peixoto est un joueur portugais de volley-ball, né le 13 mai 1982 à Trofa. Il mesure 1,92 m et joue réceptionneur-attaquant.

## Clubs
| Club              | Pays     | De        | À         |
| ----------------- | -------- | --------- | --------- |
| Vitória Guimarães | Portugal | 2002-2003 | 2002-2003 |
| Esmoriz GC        | Portugal | 2003-2004 | 2003-2004 |
| Alto Adige VS     | Italie   | 2004-2005 | 2004-2005 |
| Vitória Guimarães | Portugal | 2005-2006 | 2008-2009 |
| Club Alès CVB     | France   | 2009-2010 | 2009-2010 |
| Vitória Guimarães | Portugal | 2011-2012 | 2013-2014 |

## Palmarès
- Championnat du Portugal (1)
  - Vainqueur : 2008